# طرخشقون أوخوتسكي
طرخشقون أوخوتسكي (الاسم العلمي:Taraxacum ochotense) هو نوع من النباتات يتبع جنس الطرخشقون من الفصيلة النجمية.